# Aliança per a la Democràcia i les Reformes
Aliança per a la Democràcia i les Reformes fou una coalició política de la República de Moldàvia formada després de les eleccions legislatives moldaves de 1998. Era formada per la Convenció Democràtica de Moldàvia (26 diputats), pel Moviment per una Moldàvia Pròspera i Democràtica (24 diputats), i el Partit de les Forces Democràtiques (11 diputats).
Es va formar com a resultat de negociacions complexes i va ser el primer govern de coalició en la història de Moldàvia. El govern de l'ADR va incloure representants de tots els partits polítics de la coalició. L'ADR va tenir tres primers ministres. L'activitat del segon govern d'Ion Ciubuc (22 de maig de 1998- 1 de febrer de 1999), del govern interí de Serafim Urechean (5-17 de febrer de 1999), i del govern d'Ion Sturza (19 de febrer-9 de novembre 1999) es van caracteritzar per la inestabilitat política crònica, el que va impedir un programa de reformes coherent. La política exterior es va caracteritzar per una dualitat de pertànyer a la Comunitat d'Estats Independents i els passos cap a un acostament amb Europa occidental.
El Front Popular Democristià va votar amb el Partit dels Comunistes de la República de Moldàvia la destitució del govern de Sturza el 9 de novembre de 1999 i un nou govern comunista encapçalat per Dumitru Braghiș. Els desacords que van aparèixer dins de l'Aliança per la Democràcia i les Reformes van causar un cert grau de descontentament amb la distribució d'escons, i això va conduir a la seva desintegració i a la victòria aclaparadora del Partit dels Comunistes a les eleccions legislatives moldaves de 2001.